# Giuramento di Ippocrate

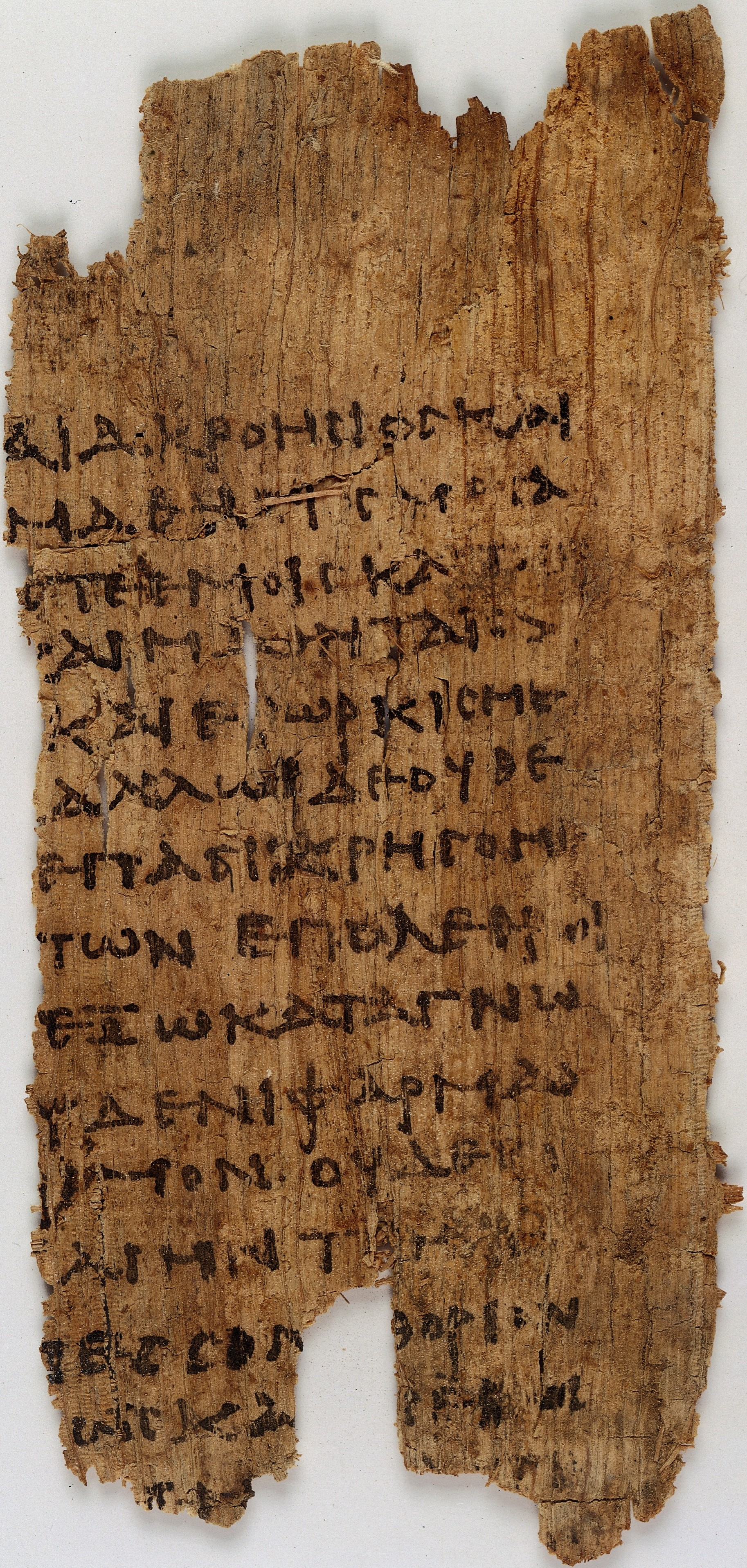
Un frammento del giuramento sul papiro di Ossirinco 2547 del III secolo.

Il Giuramento di Ippocrate viene prestato dai medici prima di iniziare la professione. Prende il nome da Ippocrate a cui il giuramento è attribuito; la data di composizione non è definita, ma pare certo non preceda il IV secolo a.C. Il giuramento d'Ippocrate è un testo scritto dal maestro di Coo per definire i requisiti necessari per entrare nella sua scuola e praticare l'arte medica.

## Giuramento antico
Regolerò il tenore di vita per il bene dei malati secondo le mie forze e il mio giudizio, mi asterrò dal recar danno e offesa.

Non somministrerò ad alcuno, neppure se richiesto, un farmaco mortale, né suggerirò un tale consiglio; similmente a nessuna donna io darò un medicinale abortivo.

Con innocenza e purezza custodirò la mia condotta di vita e la mia arte.

Non opererò coloro che soffrono del male della pietra, ma mi ritirerò in favore di uomini che si dedicano di questa pratica.

In qualsiasi casa andrò, io vi entrerò per il sollievo dei malati, e mi asterrò da ogni offesa e danno volontario, e fra l'altro da ogni atto libidinoso sul corpo delle donne e degli uomini, liberi e schiavi.

Tacerò tutto ciò che io possa vedere o sentire durante il mio esercizio o anche fuori dall'esercizio sulla vita degli uomini, tutto ciò che non deve essere divulgato al di fuori [del rapporto con il paziente], ritenendo tali cose essere segrete.

E a me, dunque, che adempio un tale giuramento e non lo calpesto, sia concesso di godere della vita e dell'arte, onorato degli uomini tutti per sempre; mi accada il contrario se lo violo e se spergiuro.»
(Giuramento di Ippocrate )

## Giuramento moderno
Il giuramento, nella forma qui sotto riportata, è stato deliberato dal comitato centrale della Federazione nazionale degli ordini dei medici chirurghi e degli odontoiatri il 13 giugno 2014. La versione precedente risaliva al 2006.
- di esercitare la medicina in autonomia di giudizio e responsabilità di comportamento contrastando ogni indebito condizionamento che limiti la libertà e l'indipendenza della professione;
- di perseguire la difesa della vita, la tutela della salute fisica e psichica, il trattamento del dolore e il sollievo dalla sofferenza nel rispetto della dignità e libertà della persona cui con costante impegno scientifico, culturale e sociale ispirerò ogni mio atto professionale;
- di curare ogni paziente con scrupolo e impegno, senza discriminazione alcuna, promuovendo l'eliminazione di ogni forma di diseguaglianza nella tutela della salute;
- di non compiere mai atti finalizzati a provocare la morte;
- di non intraprendere né insistere in procedure diagnostiche e interventi terapeutici clinicamente inappropriati ed eticamente non proporzionati, senza mai abbandonare la cura del malato;
- di perseguire con la persona assistita una relazione di cura fondata sulla fiducia e sul rispetto dei valori e dei diritti di ciascuno e su un'informazione, preliminare al consenso, comprensibile e completa;
- di attenermi ai principi morali di umanità e solidarietà nonché a quelli civili di rispetto dell'autonomia della persona;
- di mettere le mie conoscenze a disposizione del progresso della medicina, fondato sul rigore etico e scientifico della ricerca, i cui fini sono la tutela della salute e della vita;
- di affidare la mia reputazione professionale alle mie competenze e al rispetto delle regole deontologiche e di evitare, anche al di fuori dell'esercizio professionale, ogni atto e comportamento che possano ledere il decoro e la dignità della professione;
- di ispirare la soluzione di ogni divergenza di opinioni al reciproco rispetto;
- di rispettare il segreto professionale e di tutelare la riservatezza su tutto ciò che mi è confidato, che osservo o che ho osservato, inteso o intuito nella mia professione o in ragione del mio stato o ufficio;
- di prestare assistenza d'urgenza a chi ne abbisogni e di mettermi, in caso di pubblica calamità, a disposizione dell'autorità competente;
- di prestare, in scienza e coscienza, la mia opera, con diligenza, perizia e prudenza e secondo equità, osservando le norme deontologiche che regolano l'esercizio della professione.»

## Le origini del paternalismo medico

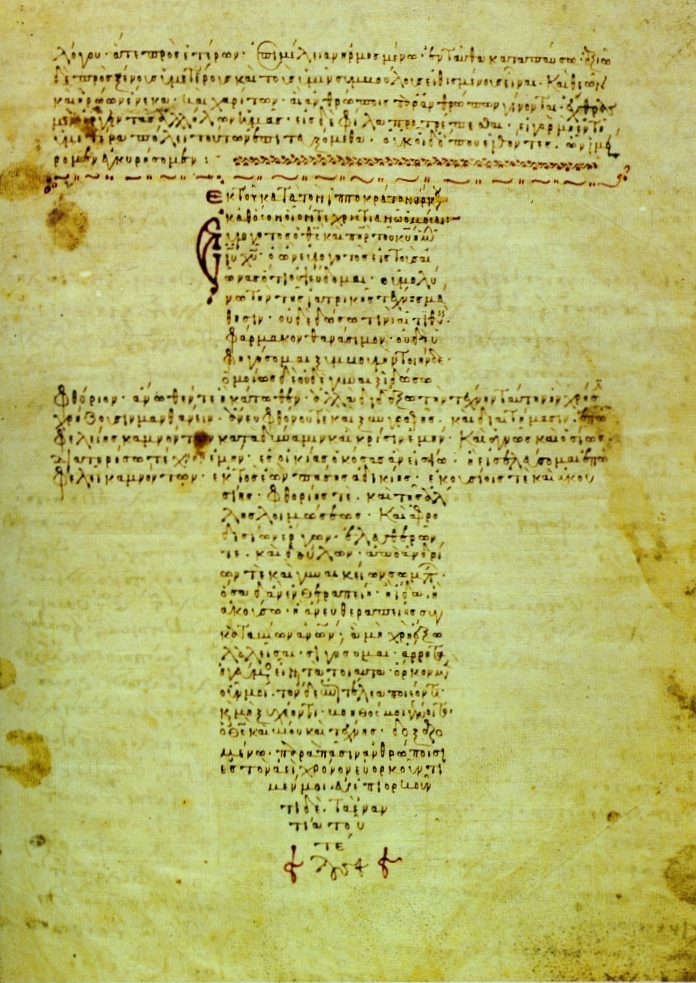
Il giuramento di Ippocrate da un manoscritto bizantino del secolo XI (Biblioteca Vaticana)

Contrariamente alla vulgata, è però improbabile che il Giuramento di Ippocrate (460-377 a.C.) abbia fornito uno standard di regole morali per i medici dell'Antichità, ed Edelstein ha concluso che è probabile che raggiunse lo status ad oggi attribuitogli solo in epoca cristiana. Più dell'etica deontologica del giuramento, nell'antichità era fortemente presente l'etica teleologica delle virtù di origine platonica. Per i secoli successivi all'epoca cristiana, durante il Medioevo ed il Rinascimento, le regole che disciplinano il rapporto guaritore-malato si sono invece basate sul Giuramento, che circolava in una varietà di traduzioni.
Con l'introduzione del concetto di "cura medica", dovuta alla rivoluzione antropologica cristiana nata dalla "Parabola del Buon Samaritano", di Gesù Cristo, all'origine dei primi xenodochi, sulle vie dei pellegrinaggi e degli hospitalia, embrioni degli ospedali moderni e d'istituzioni come la Croce Rossa e Mezzaluna Rossa Internazionale, il concetto di terapia medica, di origine greca, si completa ma cambia. L'obiettivo primario è la cura che si serve di strumenti terapeutici, ma la guarigione del paziente non ne è più il significato. Il significato è la cura della persona sofferente, fino alla morte naturale. Di qui sarebbe nato il ruolo "infermieristico" (la cura dell'infermo) che all'origine non si differenziava dal ruolo medico. L'introduzione del concetto cristiano di "cura della persona sofferente", in quanto immagine della sofferenza di Cristo sulla croce, ha avuto un ruolo determinante per lo sviluppo della clinica in luoghi appositi, quando il paziente era infermo e non autosufficiente. Infatti i nuovi medici, preoccupati di assistere e di guarire, erano presenti in tutto il processo della malattia e conseguentemente all'evoluzione del quadro clinico fino alla guarigione o alla morte.

## Le origini dell'autonomia
A partire dal XVI secolo, si assiste a un'emancipazione della persona: le rivoluzioni politico-religiose e pensatori come Locke e Kant, trasformano questa sudditanza in rispetto reciproco in cui ogni persona è un individuo autonomo e indipendente, in grado di servirsi della propria ragione.
Tuttavia, bisognerà aspettare il XX secolo per vedere riconosciuta anche all'individuo malato la propria libertà e autonomia di scelta.

## Modelli di relazione medico-paziente
Esistono diversi tipi di relazione medico-paziente, ma i più importanti sono:
- modello contrattualistico di Hugo Tristram Engelhardt, secondo il quale il principio di autonomia è più importante del principio di beneficenza, un modello di tipo impersonale con orientamento deontologico;
- modello utilitaristico, secondo cui "una norma è buona quando produce il maggior bene possibile";
- modello paternalistico di Pellegrino e Thomasma, secondo i quali il miglior modello è quello centrato sull'alleanza terapeutica: il medico non deve solo fare il bene fisico del paziente, ma anche quello psicologico, sociale e spirituale, oltre al fatto di valorizzare l'autonomia e riscoprire il reciproco senso di fiducia tra medico e paziente;
- modello di Veatch, secondo il quale deve esserci un rapporto contrattualistico tra medico e paziente che però non ignora cinque punti fondamentali: autonomia, giustizia, rispetto delle promesse e della verità, divieto di uccidere;
- modello maieutico centrato sulla persona, di G. R. Brera, che, secondo il nuovo concetto di salute: "La scelta delle migliori possibilità per essere la migliore persona umana", affida al medico un ruolo maieutico nei confronti della persona del paziente, da realizzarsi con l'applicazione del Metodo clinico centrato sulla persona. Il modello nasce dal cambiamento epistemologico della Medicina e della scienza medica operato dalla Medicina centrata sulla persona,  che vede nella malattia, attraverso il rapporto medico-paziente, non un limite ma una possibilità esistenziale per essere una persona umana, non chiudendo il paziente nella malattia e nelle procedure diagnostiche e terapeutiche, staccandolo dalla qualità della sua vita, ma aprendolo, con il cambiamento del metodo clinico,  alla valorizzazione delle sue risorse uniche ed irripetibili, in relazione con le reazioni biologiche attraverso il network allostatico-neurobiologico-epigenetico-psico-neuro-endocrino-immunologico-affettivo-emotivo.

### Approfondimenti
- Jouanna Jacques, Ippocrate, SEI, 1994.
- Giuseppe R. Brera, La sofferenza in medicina: ethos, pathos e pietas, in Medicina e psiche, vol. 1, n. 1,  pp. 5-12.
- Giuseppe R. Brera, A Revolution for Clinical Method and Bio-Medical Research. The determinate and the quality indeterminate Relativity of Biological Reactions, Milano, Università Ambrosiana, 1996.
- Giuseppe R. Brera, The relativity of biological reactions and the first formulation of and interactionist epistemological paradigm for medical science and its application in clinical research and medical education, in Medicine, Mind and Adolescence, 1997.
- Giuseppe R. Brera, The manifesto of Person-Centered Medicine, in Medicine, Mind and Adolescence, vol. 14, n. 1-2, 1999,  pp. 3-7.
- Giuseppe R. Brera, WHO Person Centered Medicine and Medical Education, Fourth Geneva Conference on Person-Centered Medicine, 4 maggio 2012.
- Giuseppe R. Brera, Person-Centered Medicine - Theory, Teaching Research, in The International Journal of Person Centered Medicine, vol. 1, n. 1, 2011,  pp. 79-89.
- Giuseppe R. Brera, Medical Science and Health Paradigm Change, ebook, Milano, Università Ambrosiana, 2018.
- Giuseppe R. Brera, La medicina centrata sulla persona e la formazione dei medici nel terzo millennio, Istituti Editoriali Poligrafici Internazionali, 2001.